# Македонци у Швајцарској
Према попису становништва из 2009. године у Швајцарској, Македонци чине 61.300 становника. Највише их је у већим градовима, као што су Берн, Цирих, Базел итд. Најзначајнији Македонци који живе у Швајцарској су:
- Александар Митрески
- Александар Вељановски
- Блерим Џемаили
- Адмир Мехмеди
- Пајтим Касами